# Astral (buque)
El Astral es un barco de apoyo al salvamento marítimo de refugiados, operado por la ONG española Proactiva Open Arms.

## Diseño
El Astral fue diseñado a finales de la década de 1960 por el arquitecto náutico estadounidense Philip Rhodes por encargo de Cornelius Vander Starr (o Vanderstar) y construido en el astillero alemán Kröger Werft Rendsburg, en la costa del Canal de Kiel, un astillero especializado en yates y megayates.
Además de su capacidad de navegación, el Astral tiene la potencia de dos motores diésel Caterpillar de 300 hp. Su velocidad es de aproximadamente 10 nudos (crucero), llegando a 12 nudos (máximo); su manga es de 7,22 m y su calado de 4,1 m. Antes de la conversión para las operaciones de rescate, había sido reacondicionado en 2009, tras la adquisición por parte de Lo Monaco.

## Historial
Su primer propietario, Cornelius Vander Starr donó el buque a la Academia Naval de Annapolis, que lo utilizó como buque escuela. En la década de 1990, el buque escuela fue comprado por Elie Schalit, un constructor de barcos judío, que rebautizó el Astral como Luis Ginillo en honor al fundador de una comunidad hebraica de la Corona de Aragón y abuelo de una de las personas más ilustres de la Familia Santángel. Livio Lo Monaco, empresario milanés del Grupo Lo Monaco, vio el yate en el verano de 2006 y se encaprichó de él. Lo adquiriría de Schalit en 2009 por 4,5 millones de euros.
En 2016, el buque fue donado por Livio Lo Monaco a Mediterranea Saving Humans APS, una plataforma cívica italiana con sede en Bolonia.
En junio de 2016 fue usado por la primera tripulación de Proactiva Open Arms para llegar a aguas del Mar Mediterráneo en su primera misión de salvamento. Meses después, a pesar de haber tenido que volver a puerto para realizar una serie de reparaciones, el 25 de agosto de 2017 se despidió de nuevo del Puerto de Barcelona rumbo al Mediterráneo central y desarrolló tareas de asistencia y refuerzo en el buque insignia de la organización: el Open Arms.
El 9 de agosto de 2019 zarpó del Puerto de Badalona con destino a Lampedusa para asistir al Open Arms, que llevaba ocho días a la deriva pendiente de recibir la autorización de un puerto para desembarcar 121 refugiados que recogió en la zona. Los once tripulantes, capitaneados por el griego Savvas Kourepinis, cargaron la nave de víveres, carburante y repuestos para el motor.
Del 19 al 24 de diciembre de 2019 atracó en el Muelle de la Madera de Barcelona para permitir el acceso a toda persona interesada, mediante rutas por su interior, así como exponer abiertamente la labor que llevaba a cabo la entidad. Ángeles Schjaer, asesora pedagógica de Open Arms, expresó que de esta forma «pretenden fomentar el pensamiento crítico entre los ciudadanos que estos días visitan el Astral».
En agosto de 2020, después de meses de paro por el confinamiento de la pandemia de COVID-19, la nave zarpó de nuevo del Puerto de Badalona en una misión de observación y vigilancia en las costas de Malta y el sur de Italia para dar respuesta a los naufragios de migrantes provenientes de Libia. Anteriormente, la embarcación había sido confinada durante semanas en uno de los puertos de Fuerteventura, donde se trasladó para monitorizar la llegada de refugiados a las Islas Canarias, una de las rutas migratorias más peligrosas de acceso a Europa.
El 8 de septiembre de 2021, durante la misión 85, una operación de observación y vigilancia en las aguas de Lampedusa, sufrió una avería en su segundo motor de propulsión después de realizar la asistencia a 89 refugiados. Este incidente provocó que el capitán Kourepinis ordenara la finalización de la misión y el regreso a la base de la embarcación, en el Puerto de Badalona.
El 10 de septiembre de 2022, con ocasión de la cuarentena edición de la Semana del Libro en Catalán, amarró de nuevo al Muelle de la Madera de Barcelona y organizó la actividad «Contes a la deriva» (en catalán: Cuentos a la deriva). Durante diez sesiones repartidas en los sábados y domingos 10, 11, 17 y 18 de septiembre, diversas personalidades reconocidas dinamizaron la lectura de cuentos a bordo para los niños, en paralelo a la presentación de una colección de libros y los proyectos de Proactiva Open Arms.

## En la cultura popular
En Astral protagonizó el primer capítulo de la temporada 12 del programa Salvados emitido por La Sexta el 16 de octubre de 2016.